# Густава Калер
Густава Калер, до шлюбу Айгнер (нім. Gustava Kahler, нар. 29 квітня 1906, Зальцбург, Австро-Угорщина — пом. 22 березня 1987, Санкт-Файт-ан-дер-Ґлан, Австрія) — австрійська геологиня та палеонтологиня. Відкрила граптоліти в грауваці в Австрійських Альпах, на честь чого її студентка Іда Пельцман назвала два види на її честь. Працювала спільно з Францом Геричем та Францом Калером.

## Біографія
Густава Айгнер народилася 29 квітня 1906 в Зальцбурзі в родині науковця Доктора Густава Айгнера та юристки Марії Мельбер. Після закінчення гімназії Mädchen-Reform-Realgymnasium вивчала геологію, палеонтологію, мінералогію та петрографію в Грацькому університеті. Спочатку планувала вивчати ботаніку, але завдяки Францу Геричу зацікавилась геологією, будучи на той час всього другою жінкою, яка вивчала геологію в університеті. Стала докторкою наук в липні 1929 у віці 23-х років, захистивши дисертацію «Die Productiden des Karbons von Nötsch im Gailtal». Ця наукова робота стала першою, яка відобразила зміну напрямку вивчення галузі від мінералогії та кристалографії в бік стратиграфії та палеонтології.
Наступні п'ять років Айгнер провела за вчителюванням в Зальцбурзькій гімназії для дівчат «Realgymnasium». 1935 року одружилася з банкіром Францом Калером, який також був студентом Герича та став доктором наук в 1931 році. Калер працював геологом в Клагенфурті, Норвегії та Каринтії, де 1947 року був призначений державним геологом. Густава Калер-Айгнер була співавторкою багатьох робіт як Герича, так і Калера, з яким вона систематично вивчала фусулінід. Їхні дослідження та публікації охоплювали пізньопалеозойську стратиграфію Карнійських Альп. В 1937 році подружжя розділило рід Pseudoschwagerina на п'ять підгруп. Пізніше вони запропонували назву Zellia для однієї з груп. На час Другої світової війни, обоє призупинили наукову діяльність, яку поновили після її закінчення.
В червні 1979 року Грацький університет урочисто відновив її звання доктора, а від Асоціації вчених Густава Калер-Айгнер отримала Знак Честі. В червні 1980 року Асоціація науковиць (Verband der Akademikerinnen) також нагородила її. Іда Пельцман, колишня студентка Калер, відкривши два нових види, назвала їх в честь Густави Калер.
Народила трьох дочок, першу 1937 року.
Померла 22 березня 1987 року після тривалої хвороби.

## Вибрані публікації
- (1929) With Franz Heritsch. "Cephalopoden aus dem Unterkarbon von Nötsch im Gailtal". Mitteilungen der Naturwissenschaftlicher Verein für Steiermark, pp. 43–50 (нім.)
- (1930) "Silurische Versteinerungen aus der Grauwackenzone bei Fieberbrunn", Verhandlungen der Geologischen Bundes-Anstalt, pp. 222–24 (нім.)
- (1931) With Franz Heritsch. "Das Genus Isogramma im Carbon der Südalpen". Österreichische Akademie der Wissenschaften. Mathematisch-Naturwissenschaftliche Klasse, Denkschriften 102 pp. 303–16 OCLC 25306603 (нім.)
- (1937) With Franz Heritsch. "Beitrage zur Kenntnis der Fusuliniden der Ostalpen": Die Pseudoschwagerinen der Grenzlandbanke und des oberen Schwagerinenkalkes. Paleontographica 87(1-2): 1-44. pls. 1-3.[5] (нім.)
- (1937) With Franz Heritsch. "Uber das Wirken der Klagenfurter Münze als Montanbank des Kärntner Edelmetallbergbaus" im 16. Jahrhundert. In: ZBHSW, Bd. 85, S. 334-337.[6] (нім.)